# SN 1981A
SN 1981A – supernowa typu II odkryta 28 lutego 1981 roku w galaktyce NGC 1532. W momencie odkrycia miała maksymalną jasność 13,00m.